# 王瓛
王瓛，湖廣蘄州人，明朝政治人物、進士出身。
洪武十八年，登進士，授知县，后升任知州。